# Íñigo Cervantes Huegun
Íñigo Cervantes Huegun García, né le 30 novembre 1989 à Fontarrabie (Pays basque), est un joueur de tennis espagnol, professionnel depuis 2009.

## Carrière
Íñigo Cervantes commence à jouer au tennis à l'âge de 6 ans. Arrivé sur le circuit en 2009, sa surface préférée est la terre battue. C'est d'ailleurs sur cette surface qu'il atteint en 2016 sa première finale sur le circuit ATP en double au côté de Paolo Lorenzi. Il atteint son meilleur classement en mars 2016 avec une 56e place au classement ATP. Sa meilleure performance en Grand Chelem reste un 2e tour à Wimbledon contre Mikhail Youzhny.
Son palmarès sur le circuit secondaire est plus important. Il a remporté à ce jour 6 tournois sur le circuit Challenger en simple : Saransk en 2009, Trnava en 2011 et Ostrava, Vicence, Marbourg et l'ATP Challenger Tour Finals, qui réunit les 8 joueurs ayant réussi les meilleures performances sur le circuit Challenger en simple durant l'année, en 2015 ; et 5 en double : Rabat en 2012 avec Federico Delbonis, Cortina d'Ampezzo en 2014 avec Juan Lizariturry, Mohammédia en 2015 avec Mark Vervoort, Séville en 2016 avec Oriol Roca Batalla et en 2017 avec Pedro Cachín.

## Palmarès

### Finale en double messieurs
| No | Date       | Nom et lieu du tournoi      | Catégorie | Dotation  | Surface      | Vainqueurs                        | Partenaire    | Score    |          |
| -- | ---------- | --------------------------- | --------- | --------- | ------------ | --------------------------------- | ------------- | -------- | -------- |
| 1  | 08-02-2016 | Argentina Open Buenos Aires | ATP 250   | 523 470 $ | Terre (ext.) | Juan Sebastián Cabal Robert Farah | Paolo Lorenzi | 6-3, 6-0 | Parcours |

## Parcours dans les tournois duGrand Chelem

### En simple
| Année | Open d'Australie | Open d'Australie | Internationaux de France | Internationaux de France | Wimbledon       | Wimbledon       | US Open         | US Open         |
| ----- | ---------------- | ---------------- | ------------------------ | ------------------------ | --------------- | --------------- | --------------- | --------------- |
| 2012  | —                | —                | —                        | —                        | 2e tour (1/32)  | Mikhail Youzhny | —               | —               |
| 2013  | —                | —                | —                        | —                        | —               | —               | —               | —               |
| 2014  | —                | —                | —                        | —                        | —               | —               | —               | —               |
| 2015  | —                | —                | —                        | —                        | —               | —               | —               | —               |
| 2016  | 1er tour (1/64)  | Evgeny Donskoy   | 1er tour (1/64)          | Dominic Thiem            | 1er tour (1/64) | J.-W. Tsonga    | 1er tour (1/64) | Grigor Dimitrov |

N.B. : à droite du résultat se trouve le nom de l'ultime adversaire.

### En double
| 2016 | — | — | 1er tour (1/32) P. Lorenzi \|\| style="text-align:left;" \| D. Nestor A.-U.-H. Qureshi | 1er tour (1/32) P. Lorenzi \|\| style="text-align:left;" \| Bob Bryan Mike Bryan | 1er tour (1/32) P. Lorenzi \|\| style="text-align:left;" \| Lu Yen-hsun J. Tipsarević |

N.B. : le nom du ou de la partenaire se trouve sous le résultat ; les noms des ultimes adversaires se trouvent à droite.

## Parcours dans lesMasters 1000
| Année | Indian Wells      | Miami              | Monte-Carlo       | Madrid | Rome                   | Canada | Cincinnati | Shanghai | Paris |
| ----- | ----------------- | ------------------ | ----------------- | ------ | ---------------------- | ------ | ---------- | -------- | ----- |
| 2016  | 2e tour M. Raonic | 2e tour V. Troicki | 1er tour B. Paire | —      | 1er tour Kohlschreiber | —      | —          | —        | —     |

N.B. : sous le résultat se trouve le nom de l’ultime adversaire.